# سوپر لیگ فوتبال ترکیه
سوپر لیگ ترکیه (به ترکی استانبولی: Süper Lig) لیگ حرفه‌ای فوتبال ترکیه است. این لیگ بالاترین لیگ فوتبال در سیستم لیگ‌های فوتبال ترکیه می‌باشد.
هجده تیم فوتبال به‌صورت سالانه و سراسری در آن برای کسب عنوان قهرمانی مسابقه می‌دهند و از میان آن‌ها یک تیم به صورت مستقیم و یک تیم به صورت غیرمستقیم به لیگ قهرمانان اروپا و دو تیم به صورت غیرمستقیم به لیگ اروپا راه می‌یابند و البته سه تیم نیز به لیگ دسته اول سقوط می‌نمایند.
مسابقات سراسری فوتبال ترکیه در سال ۱۹۵۸ با نام (به ترکی استانبولی: Milli Lig) آغاز شد و اولین لیگ ملی ترکیه بود. پیش از آن مسابقات لیگ در چند شهر، آدانا، آنکارا، اسکی شهر، استانبول، ازمیر، کایسری و ترابزون برگزار می‌گردید. این لیگ در رده‌بندی لیگ‌های یوفا در رتبه نهم از نظر نتایج به‌دست آمده در مسابقات اروپایی در پنج سال گذشته قرار دارد.
در مجموع ۶۹ باشگاه در سوپر لیگ مسابقه داده‌اند. اما تنها ۶ تیم توانسته‌اند به عنوان قهرمانی دست یابند: گالاتاسرای (۲۴)، فنرباغچه (۱۹)، بشیکتاش ( 16) و ترابزون‌اسپور (۷)،   بورسااسپور (۱) و  استانبول باشاک‌شهر(۱)

## تاریخچه
فوتبال در ترکیه به قرن نوزدهم میلادی بازمی‌گردد. در این زمان فوتبال توسط انگلیسی‌های ساکن سالونیک به ترکیه آورده شد. اولین مسابقات لیگ، مسابقات لیگ استانبول بود که در سال ۰۵–۱۹۰۴ برگزار شد. اولین قهرمان، باشگاه اموگن اف‌سی بود. تغییرات مختلفی در لیگ ترکیه انجام گرفت تا سال ۱۹۵۹ که لیگ ملی به‌وجود آمد. در فاصلهٔ زمانی بین لیگ فوتبال استانبول تا آغاز لیگ ملی ترکیه چند لیگ دیگر در شهرهای مختلف ترکیه برگزار شد: آدانا (۱۹۲۳)، آنکارا (۱۹۲۳)، اِسکی شهر (۱۹۲۰)، ازمیر (۱۹۲۳)، کایسری (۱۹۳۶) و ترابزون (۱۹۲۳).

## قهرمانان
| تیم          | قهرمانی | نایب قهرمانی |
| ------------ | ------- | ------------ |
| گالاتاسرای   | ۲۴      | ۱۳           |
| فنرباغچه     | ۱۹      | ۲۲           |
| بشیکتاش      | ۱۶      | ۱۴           |
| ترابزون‌اسپور | ۷       | ۹            |
| باشاک شهر    | ۱       | ۲            |
| بورسااسپور   | ۱       | ---          |

به ازای هر پنج قهرمانی یک ستاره